# Sidhpura
Sidhpura is een nagar panchayat (plaats) in het district Kasganj van de Indiase staat Uttar Pradesh.

## Demografie
Volgens de Indiase volkstelling van 2001 wonen er 12.996 mensen in Sidhpura, waarvan 53% mannelijk en 47% vrouwelijk is. De plaats heeft een alfabetiseringsgraad van 53%.